# Filipe da Suécia
Filipe (m. 1118) – conhecido na Suécia como Filip – foi rei da Suécia de 1110 até 1118, possivelmente possivelmente juntamente com seu irmão  Ingo II.                                                                                                                                                                                                                                    Era o filho mais velho do rei Halstano. Em 1110-1118, governou  junto com seu irmão mais novo Ingo II.                                                                                                 Sabe-se muito pouco sobre Filipe, exceto que foi considerado um bom rei.

O oitavo foi o rei Filipe. Era filho de Halsten e beneficiava do facto de o seu pai e o seu tio terem tido bons resultados na Suécia. Ninguém deve sentir que a lei foi violada por ele.

— Kungalängden (escrita por volta de 1240 pelo ”Padre de Vidhem” e anexada à Lei da Västergötland; conservada no manuscrito KB B 59 da Biblioteca Nacional da Suécia